# 托尔·彼得森
托尔·彼得森（挪威語：Thor Pedersen，1924年8月31日—2008年8月15日），挪威男子赛艇运动员。他曾代表挪威参加1948年夏季奥林匹克运动会赛艇比赛，获得男子八人单桨有舵手铜牌。